# マイケル・ベーツ (シーランド公)
マイケル・ロイ・ベーツ (英語：Michael Roy Bates、1952年? - )は、ミクロネーションであるシーランド公国の公である。

## 経歴
マイケルは1952年あたりにイギリスで海賊放送運営者であるパディ・ロイ・ベーツとその妻であるジョアン・ベーツの子供として生まれた。
その後、1967年にパディがシーランド公国を建国すると、マイケルは皇太子となった。しかし同年、他の海賊放送運営者がシーランド公国の占拠を試み、シーランド公国への攻撃を開始した。だが、マイケルは父、パディと共に海賊放送運営者に対して火炎瓶を投げつけ、撃退した。しかしその後、この噂を聞きつけたイギリス海軍にマイケルらは拘束されるも、釈放された。さらに1968年にはイギリスの船に警告射撃を行い、起訴されるなど過激な人物であった。
2012年、パディ・ロイ・ベーツの死去に伴い、摂政であったマイケルがシーランド公国第2代公に就任した。
現在マイケルはエセックス沿岸で漁業を営んでいる。よって、現在シーランド公国は息子のリアム・ロイ・ベーツによって管理されている。